# Кошара (острво)
Кошара је ненасељено острвце у хрватском делу Јадранског мора, уз југозападну обалу острва Пашмана.
Острвце на којем се налази светионик лежи око 1,5 km од Пашмана, a 0,5 km према истоку острвце Жижањ. Површина му износи 0,58 km². Дужина обалске линије је 4,08 km.. Највиши врх на острву је висок 82 метра. Дубина мора према Шашману је до 47 м, а према југу до 70 m.
На основу поморске карте се види да светионик, који је налази на јужној страни острвца шаље светлосни сигнал: B Bl 5s, који има домет од 11 mi (18 km).